# Topeka (Illinois)
Topeka es una villa ubicada en el condado de Mason en el estado estadounidense de Illinois. En el Censo de 2010 tenía una población de 76 habitantes y una densidad poblacional de 214,19 personas por km². Se encuentra sobre la orilla izquierda del río Illinois.

## Geografía
Topeka se encuentra ubicada en las coordenadas 40°19′49″N 89°55′50″O / 40.33028, -89.93056. Según la Oficina del Censo de los Estados Unidos, Topeka tiene una superficie total de 0.35 km², de la cual 0.35 km² corresponden a tierra firme y (0%) 0 km² es agua.

## Demografía
Según el censo de 2010, había 76 personas residiendo en Topeka. La densidad de población era de 214,19 hab./km². De los 76 habitantes, Topeka estaba compuesto por el 98.68% blancos, el 0% eran afroamericanos, el 1.32% eran amerindios, el 0% eran asiáticos, el 0% eran isleños del Pacífico, el 0% eran de otras razas y el 0% pertenecían a dos o más razas. Del total de la población el 1.32% eran hispanos o latinos de cualquier raza.